# Morro de São Paulo
Morro de São Paulo (= Sint-Paulusheuvel) is een plaats in de Braziliaanse deelstaat Bahia. De plaats ligt circa 100 km ten zuiden van Salvador in het noordoostelijke hoekpunt van het eiland Tinharé. Het werd in 1535 gesticht en bestaat uit vier naast elkaar liggende stranden, waaronder Praia de Boipeba.

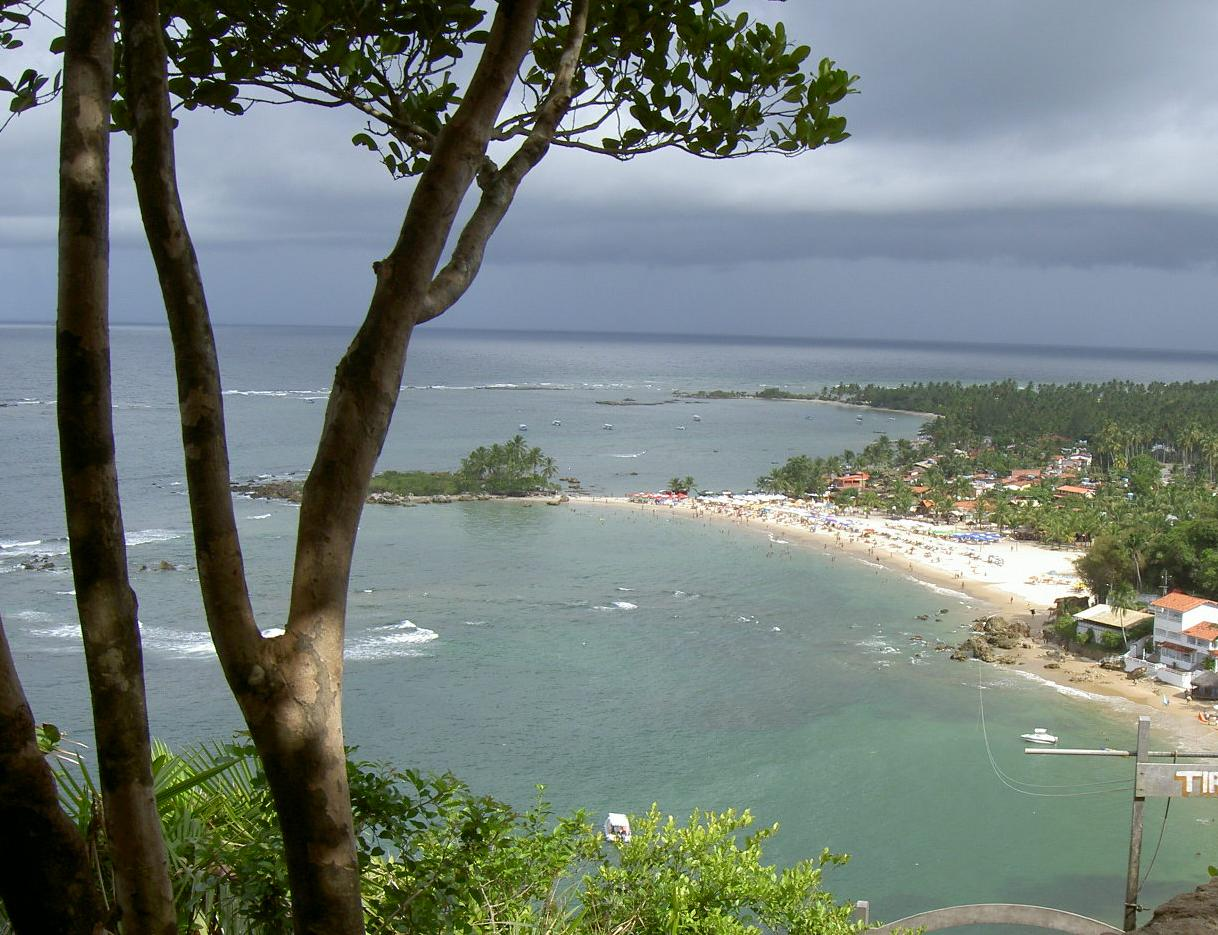